# Umarali Kuvvatov
Umarali Kuvvatov, né le 21 novembre 1968 à Douchambé et mort le 5 mars 2015 à Istanbul, est un homme d'affaires et un dissident tadjik.

## Biographie
À partir de 2001, il travaille avec Shamsullo Sokhibov, le gendre du président Emomalii Rahmon, dans une entreprise de fourniture de carburant pour les bases de l'OTAN en Afghanistan.

### Exil
En 2012, après un conflit avec Sokhibov, il accuse Emomalii Rahmon de corruption et de népotisme, s'exile et fonde le Groupe 24. Il réside d'abord en Russie, puis aux Émirats arabes unis après que le Tadjikistan eut demandé son extradition. Il est arrêté en septembre 2012 à Dubaï, puis relâché en septembre 2013. Il se rend alors en Turquie.
En octobre 2014, il appelle les Tadjiks à protester contre le régime, mais son appel est peu entendu au Tadjikistan, car les autorités ont bloqué les sites Internet qui relaient l'information, la Cour suprême du Tadjikistan ayant estimé que le Groupe 24 est un mouvement extrémiste,. 
En décembre 2014, il est arrêté en Turquie, pour irrégularité de visa. Le Tadjikistan demande son extradition pour extrémisme, crimes économiques et prise d'otages, ce que refuse la Turquie,.

### Mort
Il est assassiné d'une balle dans la tête le 5 mars 2015,.